# Cesare Biscarra
Cesare Biscarra (Torino, 9 novembre 1866 – Torino, 12 marzo 1943) è stato uno scultore e pittore italiano.

## Vita e opere

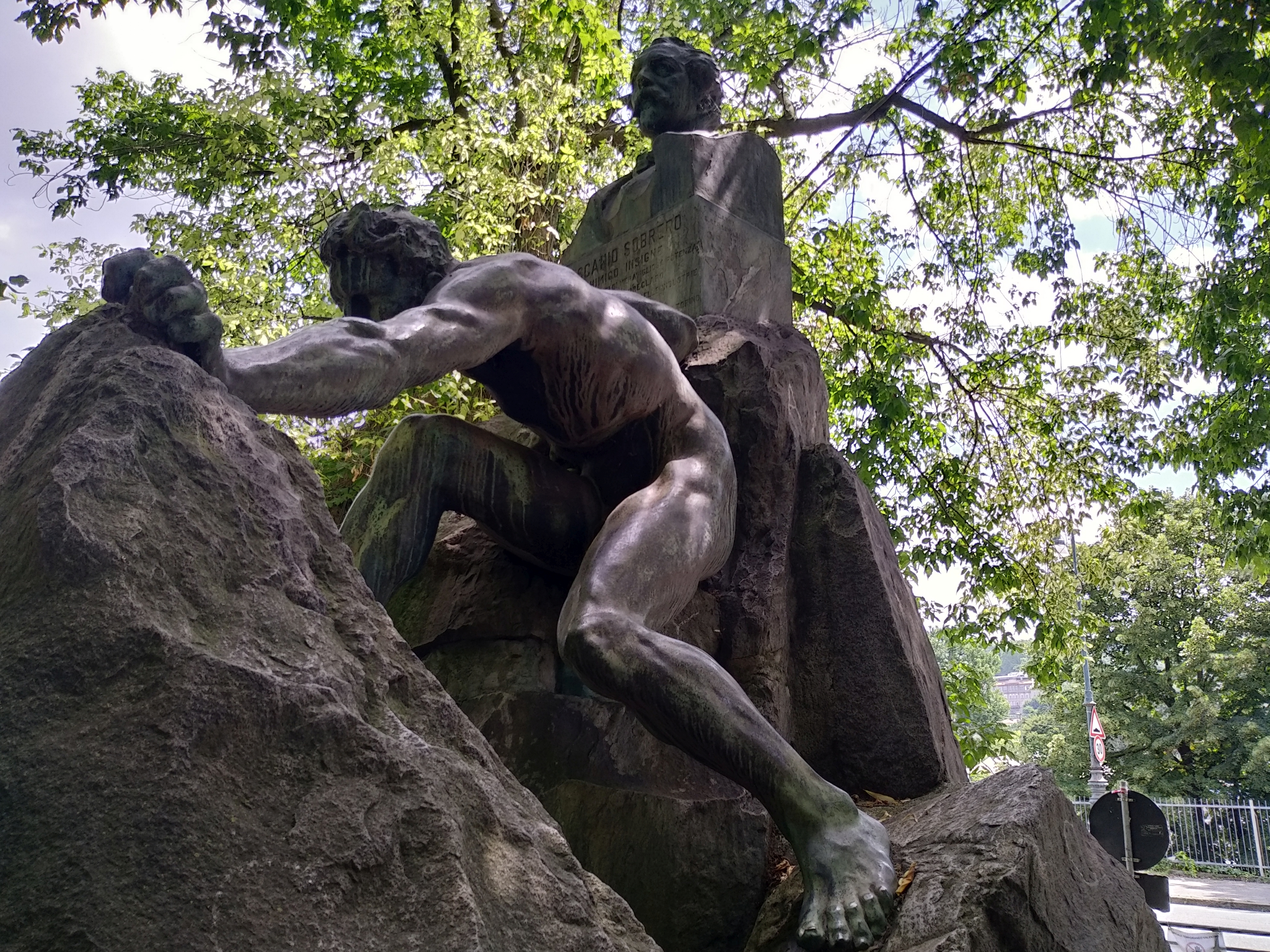
Il monumento a Ascanio Sobrero

Figlio del pittore Carlo Felice Biscarra, nacque a Torino il 28 aprile 1866 e studiò all'Accademia Albertina dove ebbe, tra i propri docenti, Giulio Monteverde e Odoardo Tabacchi. 
Nel 1891 espose per la prima volta una piccola scultura in bronzo alla Società promotrice di belle arti di Torino, e nell'agosto dello stesso anno un suo busto di Vittorio Emanuele II venne collocato sulla vetta del Rocciamelone. Negli anni successivi lavorò principalmente bronzetti e ritrattistica; partecipò alle edizioni 1894 e 1896 dell'Esposizione triennale di belle arti di Torino e, più tardi, a tre edizioni consecutive della Esposizione internazionale d'arte di Venezia (1905, 1907, 1910).
Data 1903 la scultura Monumento alla guida alpina Felice Ollier, collocata a Courmayeur.   Altre opere importanti sono la tomba della famiglia Bona al Cimitero monumentale di Oropa, il monumento ai caduti sul lungolago di Baveno e l'obelisco celebrativo che orna Piazza degli Eroi Taggesi (Taggia, IM). Nel 1914 realizzò con Giorgio Ceragioli un monumento ad Ascanio Sobrero, inizialmente collocato davanti alla stazione di Porta Susa e spostato nel 2002 al Parco del Valentino di Torino. Nel 1926 Biscarra si trasferì a Mogadiscio (Somalia) dove realizzò varie opere tra le quali il Monumento ai pionieri della Somalia. Al soggiorno in Africa Orientale risalgono anche alcuni paesaggi, dipinti in Eritrea. Nel corso della sua carriera artistica Biscarra, appassionato di caccia, dipinse o raffigurò plasticamente molti animali, in particolare cani. Morì a Torino il 12 marzo 1943.